# Link Campus University

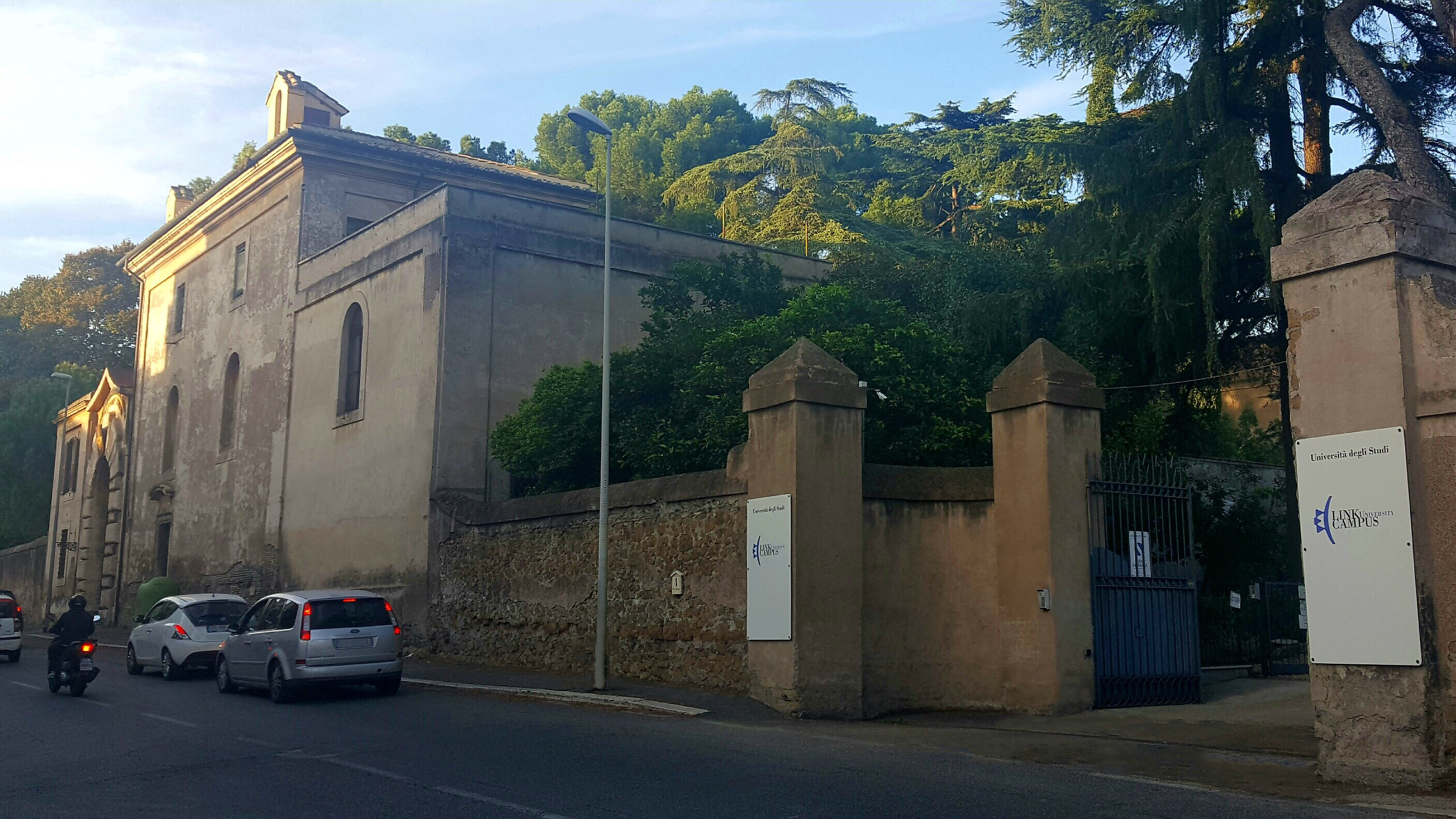
Nuova sede della Link Campus University a Roma, Via del Casale di San Pio V, 44

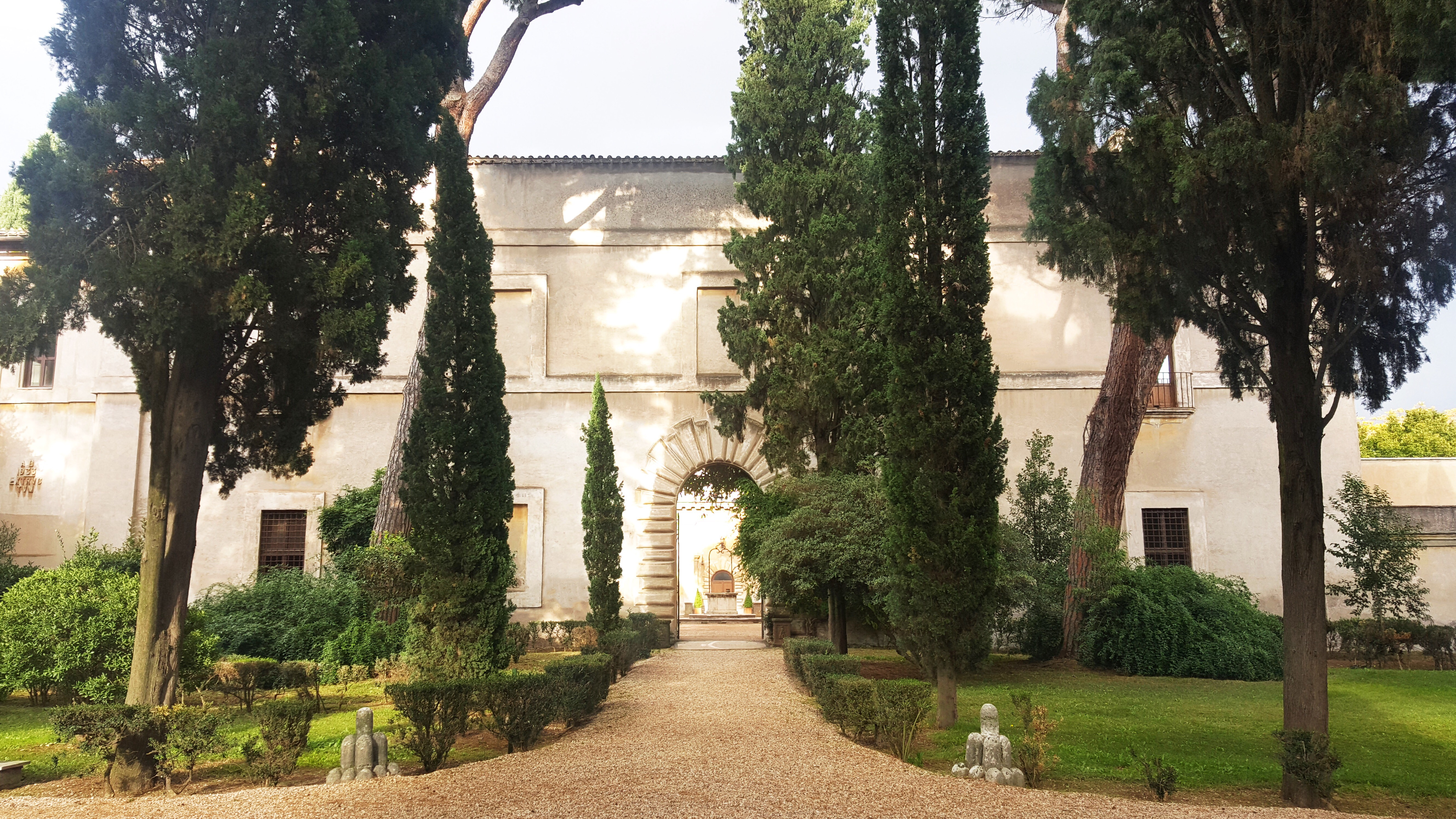
L'edificio principale del Casale di San Pio V, sede della Link.

La Link Campus University (già Link Campus University of Malta) è un'università privata italiana con sede principale a Roma.

## Storia
La Link Campus University of Malta è stata fondata a Roma nel 1999 da Vincenzo Scotti, su impulso di Guido De Marco e Francesco Cossiga, con il supporto di Luciano Consoli, come filiazione italiana dell'Università di Malta. Scotti ha ricoperto la carica di presidente dell'università per vent'anni.
Nel 2007 è stata autorizzata al rilascio di titoli di diritto maltese ammessi al riconoscimento in Italia. Il titolo maltese, rilasciato in nome e per conto dell'Università di Malta, unico ateneo statale del piccolo stato insulare, veniva spesso riconosciuto dall'Università di Salerno, convertendolo in laurea italiana.
Nel 2011, con decreto ministeriale 374 del 21 settembre, ha cessato l'attività come filiazione della University of Malta e, assunta l'attuale denominazione, è divenuta un'università non statale legalmente riconosciuta nell'ordinamento universitario italiano.
Il 14 giugno 2013, il Ministero dell'istruzione, dell'università e della ricerca ha emanato il decreto di accreditamento iniziale dei corsi di studio e delle sedi di Link Campus University per l'anno accademico 2013-2014.
Dal 2020 l'ateneo è di proprietà di Francesco Polidori, fondatore e patron di Cepu, gruppo che era azionista sin dal 2004. Polidori era stato anche un cofondatore della Link Campus.
Pietro Luigi Polidori, attuale presidente del consiglio di amministrazione di Accademia del Lusso e figlio di Francesco Polidori, è subentrato a Vincenzo Scotti come presidente dell'ateneo.
Dal 2021 il rettore è Carlo Alberto Giusti, già professore all'Università telematica eCampus nonché presidente della Cassa di Risparmio della Repubblica di San Marino.
La sede principale dell'Università è situata a Roma, nel Casale San Pio V. L'edificio ha un grande interesse storico ed artistico, essendo già residenza estiva papale. A partire dal 2023, l'università ha aperto nuove sedi a Città di Castello, Napoli e Catania.

## Struttura
Università degli Studi Link è organizzata in due dipartimenti:
- Dipartimento di Scienze della Vita, della Salute e delle Professioni Sanitarie;
- Dipartimento di Scienze umane.

e propone corsi afferenti alle seguenti macro aree:
- Scienze economiche
- Discipline giuridiche
- Sport e spettacolo
- Politica internazionale
- Difesa e sicurezza
- Comunicazione
- Medicina e Chirurgia
- Farmacia
- Odontoiatria e protesi dentaria
- Professioni sanitarie
- Scienze dell'educazione e della formazione

## Sport
Nel 2010 l'Ateneo ha istituito il Centro di Ricerca Idems, dedicato alla ricerca e alla formazione sulle tematiche del Diritto e del management dello sport.
Università degli Studi Link ha istituito la propria Polisportiva nel 2019 con l'obiettivo di promuovere l'attività sportiva in varie forme: agonistica, dilettantistica, amatoriale e ricreativa.

## Casa editrice
L'università gestisce la Eurilink University Press, nata nel 2006. L’offerta editoriale si articola in 5 grandi aree, alle quali afferiscono 19 differenti collane, e comprende Riviste, Annali, Quaderni e Coedizioni. Eurilink pubblica in lingua italiana e in lingua inglese utilizzando anche lo strumento di diffusione informatica.

## Controversie
L'inserimento dell'ateneo nel sistema universitario italiano, per decreto ministeriale approvato nel 2011 al termine del mandato del ministro Mariastella Gelmini, senza approvazione preventiva da parte dell'Agenzia nazionale di valutazione del sistema universitario e della ricerca, ha provocato critiche sulla stampa.
Inoltre, secondo l'art. 2 del summenzionato decreto Gelmini, la trasformazione da università maltese a italiana sarebbe dovuta avvenire senza oneri a carico dei finanziamenti statali riservati alle università non statali. Dai dati pubblicati dal Dipartimento per le politiche di coesione della Presidenza del Consiglio dei ministri, risulta che l'università Link Campus University, direttamente o tramite la società "Gestione Link SpA", è destinataria di finanziamenti pubblici.
Soprattutto negli anni in cui Vincenzo Scotti era sottosegretario agli Esteri, hanno fatto scalpore i numerosi contratti stipulati dal Ministero con la "Sudgest Aid Scarl", società di servizi per la pubblica amministrazione e progetti per la cooperazione internazionale, nata nella Link Campus e tuttora avente sede nel medesimo ateneo, all'epoca presieduta da Elisabetta Trenta che insegnava alla Link Campus.
Dal 2017 al 2018 ha fornito ospitalità a Roma a Joseph Mifsud, un professore universitario che in quei mesi era ricercato dall'FBI all'interno della vicenda Russiagate ed era ritenuto scomparso.
Nel maggio 2020, la procura della Repubblica di Firenze ha chiuso le indagini preliminari sui presunti "esami facili" della Link Campus, con 71 indagati per associazione a delinquere e falso. Per 69 degli indagati è stato successivamente richiesto il rinvio a giudizio. Tra gli indagati figurano il presidente Vincenzo Scotti, l'ex direttore generale Pasquale Russo, l'ex rettore Claudio Roveda, i vertici amministrativi dell'ente, docenti, ricercatori e studenti: fra questi ultimi anche decine di poliziotti e il segretario nazionale del Siulp Felice Romano. Secondo l'accusa, negli anni accademici oggetto d'indagine, gli studenti potevano farsi dare le domande d'esame in anticipo per cercare le risposte a casa, oppure potevano trovare le risposte su Internet durante l'esame. Altre accuse riguardano tesi di laurea copiate, crediti formativi universitari concessi facilmente, domande d'esame inviate in anticipo tramite WhatsApp, esami svolti senza professori in luoghi diversi dall'unica sede autorizzata (Roma), compilazione di verbali d'esame falsi contenenti nomi di studenti che in realtà non si erano mai presentati alle prove.
Allo stesso tempo, quattordici figure di vertice dell'università, tra cui i sopracitati ex rettore Claudio Roveda ed ex direttore generale Pasquale Russo, la presidente della società di gestione Vanna Fadini, il membro del consiglio di amministrazione e presidente della scuola per le attività undergraduate e graduate Carlo Maria Medaglia, sono anche indagati in un distinto procedimento penale per reati fiscali legati alla gestione dell'ateneo e per esecuzione di finti progetti di ricerca finalizzati a ottenere finanziamenti e vantaggi fiscali.
Vincenzo Scotti, Claudio Roveda e Pasquale Russo sono stati pertanto condannati (in primo grado) a 5 anni e 6 mesi di reclusione.
Secondo quanto riporta il quotidiano La Verità, l'anno prima della cessione alla famiglia Polidori, l'Agenzia delle entrate ha chiesto presso il Tribunale di Roma (proc. n. 2612/17) il fallimento della società promotrice dell'università, la quale aveva accumulato debiti con l'erario per 1.200.000 euro.